# Harry van Bommel

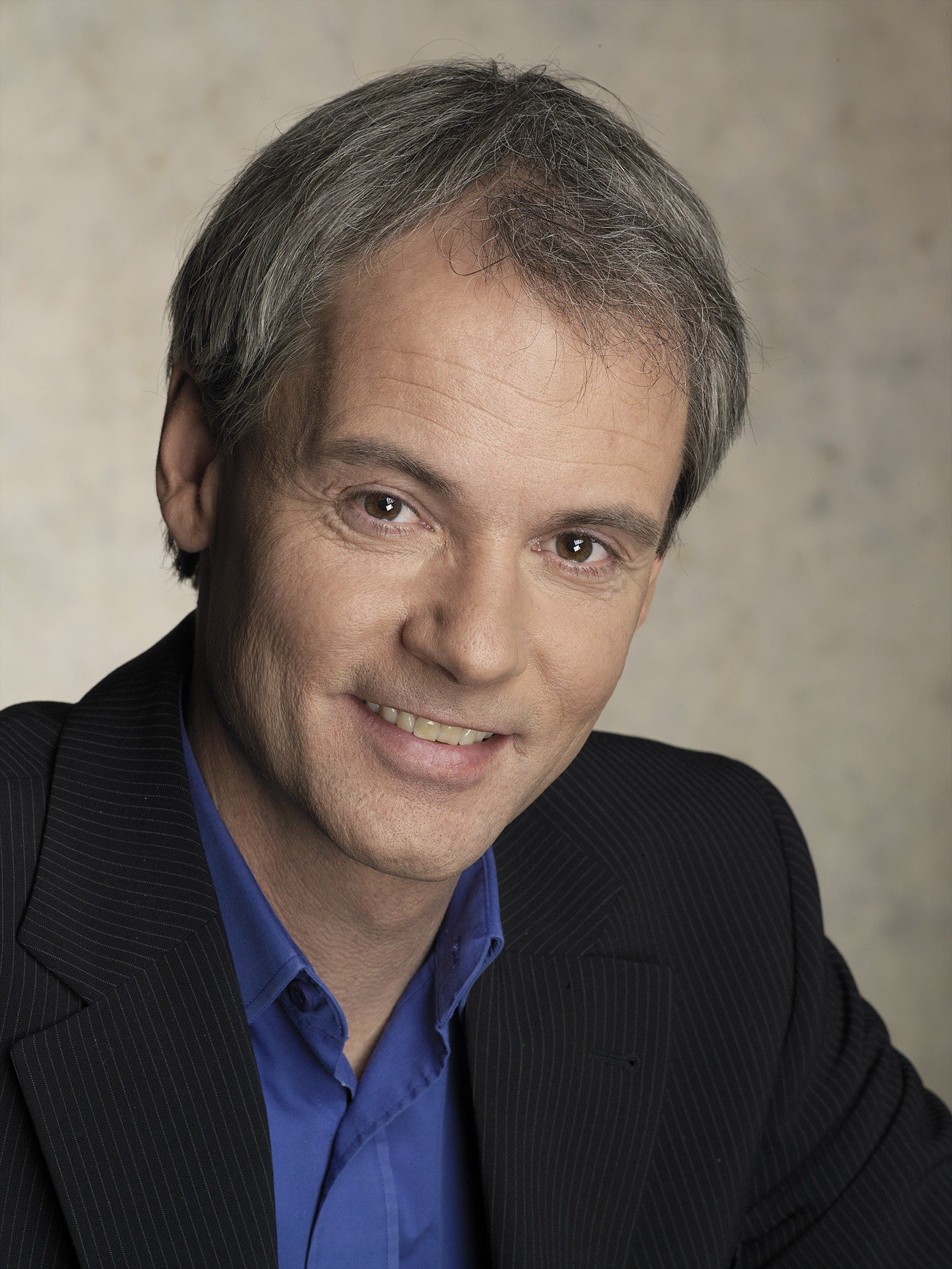
Harry van Bommel

Henricus (Harry) van Bommel (* 24. Juni 1962 in Helmond) ist ein niederländischer Politiker. Für die Socialistische Partij (SP) war er von 1998 bis 2017 Mitglied der Zweiten Kammer der Generalstaaten.